# 만덕교
만덕교(Mandeokgyo)는 전북특별자치도 완주군 소양면 신촌리에 위치한 새만금포항고속도로 상의 교량으로, 2001년 착공하여 2007년 12월 13일 익산 분기점 ~ 장수 나들목 구간과 함께 개통되었다.

## 개요
만덕교는 FCM 공법을 사용한 교량 중 교각 높이 103m, 최대경간장 170m로 가장 규모가 큰 교량이다. 이는 야로대교가 개통되기 전까지 국내 모든 교량 중에서도 가장 큰 규모였으며, 야로대교 개통 이후에도 국내 2위의 규모이다. 또한 일반적인 FCM 공법에 의해 시공되는 교량의 경우 건조 수축과 온도 하중 등으로 인해 교각 하단에 하중으로 인해 변형이 이루어지는 점을 고려하여 Jacking 하중, 즉 선보정공법을 도입 및 유도하였다. 한편으로는, 교각 높이가 아닌 순수 고도만으로 높이를 따질 경우 야로대교는 물론 높이 100m의 중앙고속도로 상 단양대교에 이어 3위의 높이이다.
공사 도중의 명칭은 신촌교로 일컬어졌으나, 완공 1년 전인 2006년 전라북도 등의 요구로 인하여 최종 명칭이 만덕교로 정해졌다.
만덕산 및 곰티재 인근을 통과하여, 서쪽으로는 상관2터널, 동쪽으로는 곰티터널으로 바로 이어지는 등 양쪽 모두 터널로 이어진다.

## 사진

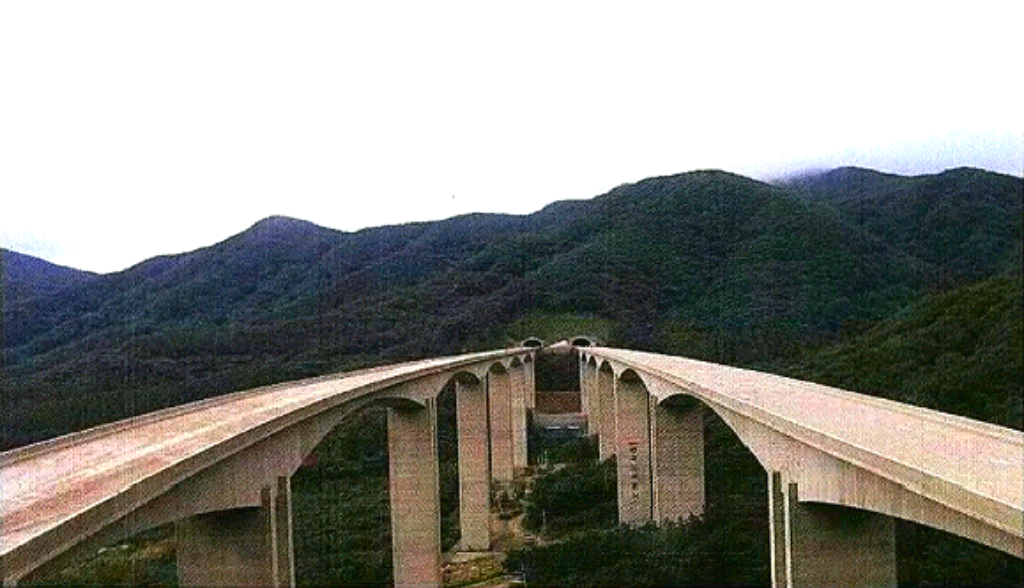
포장공사가 완료된 만덕교
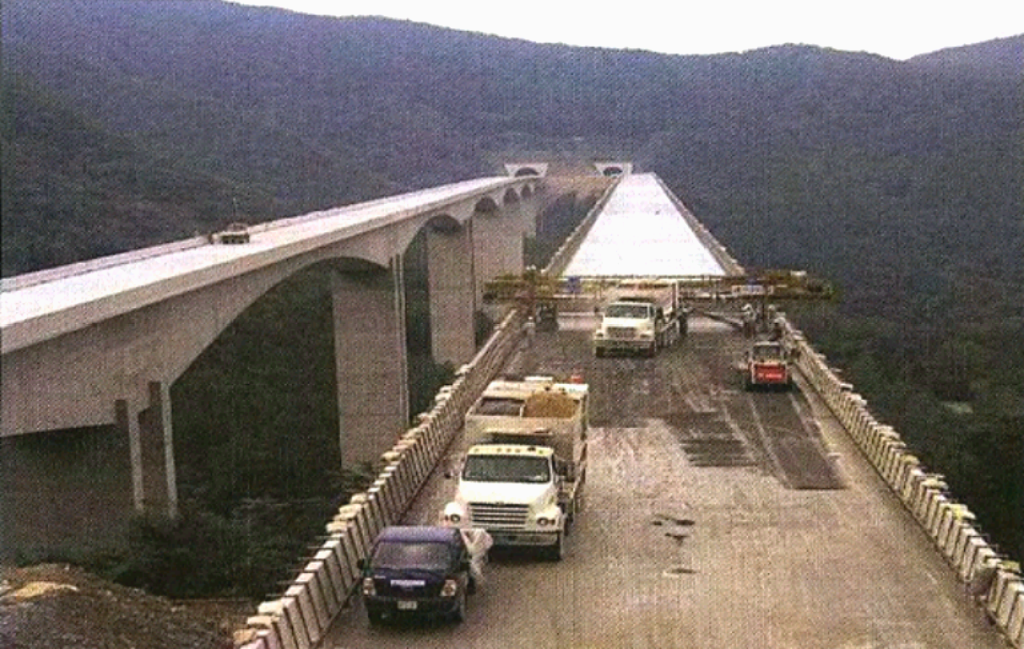
포장공사가 진행 중인 만덕교
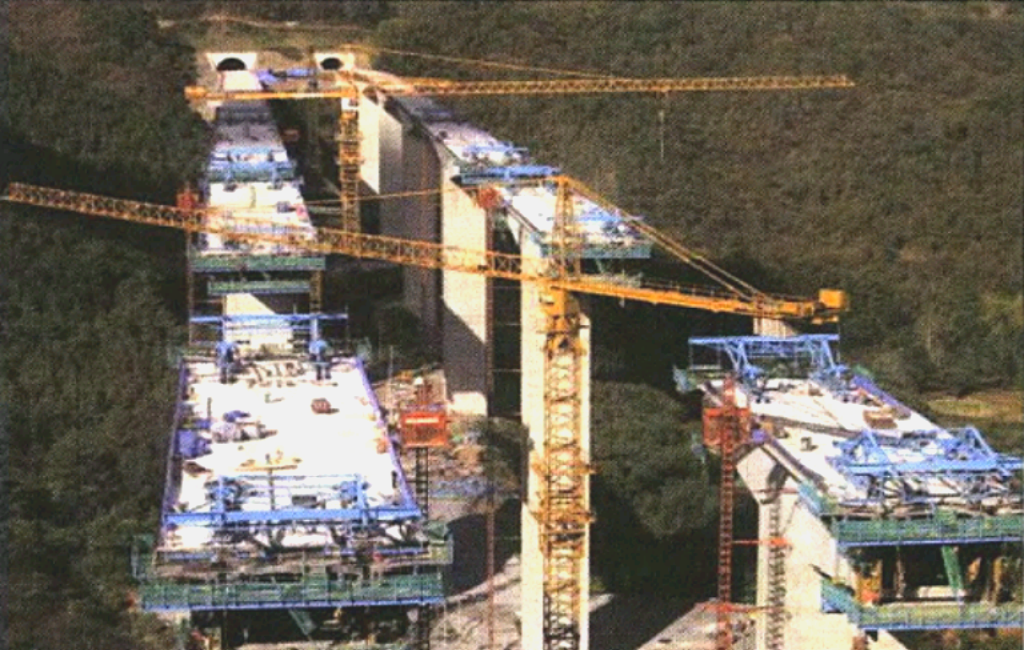
공사 도중 만덕교

## 같이 보기
- 소양2터널: 익산 방면 터널
- 곰티터널: 장수 방면 터널
- 야로대교